# Rolfing
Il rolfing è una forma di medicina alternativa, all'inizio sviluppata da Ida Rolf (1896-1979) con il nome di Structural Integration (integrazione strutturale) e poi praticata a fini commerciali dal The Rolf Institute of Structural Integration (noto come "RISI"). La pratica del rolfing, che ha preso il nome dalla sua creatrice, è un sistema che si basa sulla manipolazione delle fasce muscolari, mediante metodi specifici, che, secondo i suoi sostenitori, dovrebbe produrre benefici terapeutici. tuttavia, il metodo manca di solide basi scientifiche, e non esistono prove o evidenze di qualche efficacia clinica.

## Storia
Il RISI fu fondato negli Stati Uniti d'America da Ida Rolf nel 1971.  Nel 2019, l'istituto ha cambiato nome in DIRI, Dr Ida Rolf Institute .
Da un punto di vista commerciale, i praticanti del metodo devono assoggettarsi a certificazione da parte del RISI / DIRI e sono detti rolfer, o praticanti del Movimento Rolf.
The Rolf Institute of Structural Integration dichiara che il rolfing è un "sistema olistico di manipolazione dei tessuti molli e di educazione al movimento che organizza tutto il corpo secondo gravità". Secondo i sostenitori di questo metodo, i pazienti assumono una postura migliore, aumentano in altezza e si muovono meglio a seguito della correzione delle alterazioni di tono e consistenza dei tessuti molli.
Ida Rolf iniziò a sviluppare il sistema negli anni 1920 per aiutare il paziente affetto da disabilità cronica incapace di trovare aiuto altrove, con l'obiettivo principale di organizzare la struttura umana in relazione alla forza di gravità. Il metodo "rofling", in origine, è stato chiamato "rilassamento posturale" e poi "integrazione strutturale".
Nel 1971, la sua iniziatrice fondò il Rolf Institute of Structural Integration.
In Europa è presente dal 1991 l'associazione europea di rolfing, denominata ERA, che si occupa della formazione di nuovi rolfer, dell'allestimento di corsi di aggiornamento e di supporto ai membri.

## Teoria e pratica
Rolf teorizzò l'ipotesi secondo cui la fascia muscolare (tessuto connettivo che riveste i muscoli) spesso si restringerebbe, impedendo ai muscoli contrapposti di funzionare di concerto con gli altri. La sua pratica mirava a separare la fascia dal tessuto muscolare mediante particolari manipolazioni, per favorire il rilassamento delle fibre muscolari e migliorare l'efficacia dei movimenti.
I rolfer spesso prescrivono una sequenza di dieci sedute per "bilanciare e ottimizzare sia la struttura (forma) sia le funzioni (movimento) di tutto il corpo", di norma iniziando dai piedi. La teoria vorrebbe che è possibile comprendere i problemi maggiori del corpo "solo portando la pace da terra in su".
Durante una sessione di integration structural rolfing, un paziente si trova in genere in basso e viene guidato attraverso movimenti specifici. Il rolfer manipola la fascia fino a che non è in grado di funzionare in modo "normale" in combinazione con i muscoli. Ciò avviene dopo dieci sedute di terapia, di una durata tra i 60 e i 90 minuti ciascuna, con uno specifico scopo da ottenere assegnato a ogni sessione, e un risultato globale da raggiungere alla fine del ciclo. Alcuni pazienti trovano il rolfing doloroso, ma la terapia si è evoluta nel corso dei decenni in una pratica molto più soft di quella che ai suoi primordi.

## Critiche
I praticanti della terapia rolfing ne suggeriscono l'impiego in un'ampia varietà di condizioni mediche.
Nel 2004, una rivista scientifica pubblicò una peer review e una ricerca sul rolfing, nella quale si concludeva per la carenza di scientificità e mancanza di controlli sul decorso clinico: "non vi è evidenza scientifica, basata sulla letteratura medica, che dimostri l'efficacia del rolfing in qualsiasi specifico gruppo di patologie."
Il concetto di fascia nel limitare e permettere la funzionalità necessita di ulteriori indagini.
Alla fine del 2007, si è svolto il primo "Fascia Research Congress" che ha attirato l'attenzione di ricercatori e clinici.
Nel novembre 2018 si è svolto il quinto "Fascia Research Congress". Sin dal primo congresso del 2007, tra i membri del comitato scientifico è presente anche un rolfer professionista, Robert Schleip, già direttore della ricerca dell'ERA, l'Associazione Europea di Rolfing.
L'integrazione strutturale è generalmente ritenuta sicura, ma poiché si tratta di manipolazione profonda dei tessuti, le donne incinte e le persone affette da disturbi scheletrici, vascolari o di coagulazione, dovrebbero consultare un medico prima di intraprendere sessioni di rolfing..
La American Cancer Society sostiene che le manipolazioni profonde di tessuti molli, del tipo usato dal Rolfing, costituiscono un problema se praticate su persone che hanno sviluppato un cancro nei pressi dei siti oggetto di trattamento.
Il rolfing ed altre terapie alternative sono descritti da Michael Shermer come "Un mucchio di sciocchezze.", nel libro dal titolo Why people believe weird things. In tale testo, Shermer rivela di aver provato il rolfing, ma fermandosi a un solo incontro  (non completando, quindi, il ciclo completo previsto su dieci incontri), motivando il precoce abbandono del percorso col fatto che la manipolazione sia davvero molto profonda e, nella sua esperienza, dolorosa.